# 이동녕 (프로게이머)
이동녕 (1995년 4월 1일 ~ )은 대한민국의 스타크래프트 II 프로게이머이다. 아이디는 Leenock이다.
fOu 팀 소속이었고, 2014년 fOu 해체 후 대만의 게임단인 yoe Flash Wolves에 입단했다.
2015년 9월 2일 yoe Flash Wolves와의 결별을 공식 발표, 무소속 신분이 되었다.
2015년 9월 24일부로 스베누에 합류했으며 11월 25일 입단을 공식 발표했다.
2016년 1월 23일 아프리카TV의 스베누 스타크래프트 II 게임단 인수로 인하여 아프리카 프릭스 소속이 되었다.
2016년 1월 27일 이승현과의 트레이드를 통해 KT 롤스터로 이적했다.
2016년 10월 kt 롤스터의 스타크래프트 II 종목 팀 해체로 무소속 신분이 되었다.

## 주요 경력
스타크래프트 II : 프리미어 개인리그 우승 4회, 준우승 2회
- 2010년 제57회 스타크래프트 준프로게이머 선발전 입상
- 2010년 소니 에릭슨 스타크래프트 II OPEN Season 2 16강
- 2010년 소니 에릭슨 스타크래프트 II OPEN Season 3 16강
- 2011년 소니 에릭슨 글로벌 스타크래프트 II 리그 January Code S 32강
- 2011년 2세대 인텔 코어 글로벌 스타크래프트 II 리그 March Code A 4강
- 2011년 LG 시네마 3D 글로벌 스타크래프트 II 리그 May May Code A 32강
- 2011년 LG 시네마 3D 슈퍼 토너먼트 16강
- 2011년 펩시콜라 글로벌 스타크래프트 II 리그 July Code A 4강
- 2011년 펩시콜라 글로벌 스타크래프트 II 리그 August Code A 4강
- 2011년 소니 에릭슨 글로벌 스타크래프트 II 리그 October Code S 16강
- 2011년 MLG Providence 우승
- 2011년 소니 에릭슨 글로벌 스타크래프트 II 리그 November Code S 준우승
- 2011년 2011 Blizzard Cup 6강
- 2012년 2012 HOT6 GSL Season 1 코드 S 32강
- 2012년 Iron Squid Chapter 1 20강
- 2012년 MLG Winter Arena 12강
- 2012년 2012 HOT6 GSL Season 2 코드 S 16강
- 2012년 IPL 4 36강
- 2012년 MLG Spring Arena 2 12강
- 2012년 2012 무슈제이 GSL Season 3 코드 S 32강
- 2012년 MLG Spring Chmpionship 12강
- 2012년 배틀넷 월드 챔피언쉽 시리즈 SC2 2012 한국대표 선발전 24강
- 2012년 MLG 2012 Summer Season Championship 우승
- 2012년 2012 HOT6 GSL Season 4 코드 S 8강
- 2012년 MLG Fall Championship 준우승
- 2012년 Iron Squid 32강
- 2012년 2012 HOT6 GSL Season 5 코드 S 8강
- 2012년 IPL 5 스타크래프트2 부문 우승
- 2012년 MLG Tournament of Champions 8강
- 2012년 블리자드 엔터테인먼트 2012 글로벌 스타크래프트 II 리그 블리자드 컵 Blizzard Cup 4강
- 2013년 핫식스 2013 글로벌 스타크래프트 II 리그 시즌 1 코드 S 32강
- 2013년 2013 MLG Winter Championship 16강
- 2013년 2013 WCS 코리아 시즌 1 망고식스 글로벌 스타크래프트II 리그 Code S 32강
- 2013년 DreamHack Open: Stockholm 우승
- 2013년 제4회 인천 실내무도아시아경기대회 스타2 부문 국가대표 선발전 32강
- 2013년 2013 WCS 코리아 시즌 1 챌린저리그 24강
- 2013년 2013 WCS 코리아 시즌 2 옥션 올킬 스타리그 32강
- 2013년 2013 WCS 코리아 시즌 2 챌린저리그 24강
- 2013년 2013 WCS 코리아 시즌 3 챌린저리그 32강
- 2013년 HomeStory Cup VIII 8강
- 2013년 2013 DreamHack Open: Winter 12강
- 2014년 2014 WCS 코리아 시즌 1 핫식스 글로벌 스타크래프트 II 리그 코드 S 32강
- 2014년 2014 DreamHack Open: Bucharest 16강
- 2014년 2014 WCS 코리아 시즌 2 핫식스 글로벌 스타크래프트 II 리그 코드 S 32강
- 2014년 2014 DreamHack Open: Valencia 4강
- 2014년 2014 WCS 코리아 시즌 3 핫식스 글로벌 스타크래프트 II 리그 코드 A 48강
- 2014년 2014 Taiwan Open 8강
- 2014년 IEM Season IX - Toronto 16강
- 2014년 2014 DreamHack Open: Stockholm 32강
- 2014년 32 Boys 1 Cup 32강
- 2014년 2014 DreamHack Open: Winter 20강
- 2015년 네이버 스타크래프트 II 스타리그 2015 시즌 1 8강
- 2015년 스베누 스타크래프트 II 스타리그 2015 시즌 2 16강
- 2015년 2015 DreamHack Open: Tours 32강
- 2015년 3rd Hong Kong Esports Tournament 준우승
- 2015년 2015 DreamHack Open: Valencia 32강
- 2015년 World Leisure Games 2015 우승
- 2015년 2015 DreamHack Open: Stockholm 8강
- 2016년 2016 핫식스 글로벌 스타크래프트 II 리그 시즌 1 코드 S 32강
- 2016년 2016 핫식스 글로벌 스타크래프트 II 리그 시즌 2 코드 A 48강
- 2017년 2017 핫식스 글로벌 스타크래프트 II 리그 시즌 1 코드 S 16강
- 2017년 2017 핫식스 글로벌 스타크래프트 II 리그 시즌 3 코드 S 32강
- 2018년 2018 글로벌 스타크래프트 II 리그 시즌 1 코드 S 16강
- 2018년 2018 글로벌 스타크래프트 II 리그 시즌 2 코드 S 32강
- 2018년 2018 글로벌 스타크래프트 II 리그 시즌 3 코드 S 8강
- 2018년 2018 GSL Super Tournament 시즌2 16강
- 2019년 2019 마운틴듀 글로벌 스타크래프트 II 리그 시즌 2 코드 S 32강